# USA for Africa
USA for Africa (kan även utläsas United Support of Artists for Africa) var ett välgörenhetsprojekt med 45 popartister som 1985 gick samman för att spela in singeln "We Are the World", skriven av Michael Jackson och Lionel Ritchie, till förmån för svältande i Afrika, framför allt det av hungersnöd drabbade Etiopien.

## Medlemmar
| Dirigent - Quincy Jones Ledsångare - Al Jarreau - Billy Joel - Bob Dylan - Bruce Springsteen - Cyndi Lauper - Daryl Hall - Diana Ross - Dionne Warwick - Huey Lewis - James Ingram - Kenny Loggins - Kenny Rogers - Kim Carnes - Lionel Richie - Michael Jackson - Paul Simon - Ray Charles - Steve Perry - Stevie Wonder - Tina Turner - Willie Nelson | Körsångare - Bette Midler - Bill Gibson - Bob Geldof - Chris Hayes - Dan Aykroyd - Harry Belafonte - Jackie Jackson - Jeffrey Osborne - John Oates - Johnny Colla - La Toya Jackson - Lindsey Buckingham - Mario Cipollina - Marlon Jackson - The Pointer Sisters - Randy Jackson - Sean Hopper - Sheila E. - Smokey Robinson - Tito Jackson - Waylon Jennings | Musiker - John Barnes – keyboard - David Paich – synthesizer - Michael Boddicker – synthesizer, programmering - Paulinho da Costa – percussion - Louis Johnson – syntbas - Michael Omartian – keyboard - Greg Phillinganes – keyboard - John Robinson – trummor |

### Fotnoter
1. ↑  ”Artisten Michael Jackson”. Dagens nyheter. 26 juni 2009. http://www.dn.se/kultur-noje/nyheter/kronologi-artisten-michael-jackson/. Läst 6 augusti 2016.